# Claire Lecat
Claire Lecat (Boulogne-sur-Mer, 6 de julio de 1965) es una deportista francesa que compitió en judo. Ganó una medalla de bronce en el Campeonato Mundial de Judo de 1989, y dos medallas de bronce en el Campeonato Europeo de Judo en los años 1989 y 1990.
Participó en los Juegos Olímpicos de Barcelona 1992, donde finalizó quinta en la categoría de –66 kg.

## Palmarés internacional
| Campeonato Mundial | Campeonato Mundial    | Campeonato Mundial | Campeonato Mundial |
| Año                | Lugar                 | Medalla            | Categoría          |
| ------------------ | --------------------- | ------------------ | ------------------ |
| 1989               | Belgrado (Yugoslavia) | Medalla de bronce  | –66 kg             |
| Campeonato Europeo |                       |                    |                    |
| Año                | Lugar                 | Medalla            | Categoría          |
| 1989               | Helsinki (Finlandia)  | Medalla de bronce  | –66 kg             |
| 1990               | Fráncfort (RFA)       | Medalla de bronce  | –66 kg             |